# Polarität (Internationale Beziehungen)
Als Polarität wird in der politikwissenschaftlichen Teildisziplin Internationale Beziehungen die Verteilung von Macht auf Staaten im internationalen System beschrieben. Polarität tritt in drei Varianten auf. Gibt es einen Staat, dessen Machtausstattung alle anderen überragt, ist die Rede von Unipolarität. Gibt es weltweit zwei ähnlich starke Staaten, wird das Bipolarität genannt (etwa die bipolare Welt während des Kalten Krieges). Beim Vorhandensein von mehr als zwei Staaten mit ähnlichen Machtpotentialen spricht man von Multipolarität. Die Begriffsverwendung ist speziell für die neorealistische Denkschule der Internationalen Beziehungen, in der die Machtverteilung das Kriterium der Strukturbildung ist.

## Historische Entwicklung und Stabilitätserwartungen
Seit dem Westfälischen Frieden von 1648 dominierte bis 1945 Multipolarität das internationale System. Ständige Versuche des Machtausgleichs zwischen den Staaten führten oftmals zu Kriegen. Es gab aber auch friedliche Perioden des Mächtegleichgewichts, die auf vereinbarten Regeln und Prinzipien beruhten, wie denen des Wiener Kongress’ (1814/15). Die Multipolarität wurde 1945 durch die Bipolarität des Ost-West-Konfliktes abgelöst. Die war von atomarer Abschreckung und den Militärbündnissen NATO und Warschauer Pakt geprägt. Nach dem Zerfall der Sowjetunion und des Warschauer Pakts entstand eine Phase der Unipolarität mit den Vereinigten Staaten als einziger Supermacht.
Aus Sicht von Kenneth Waltz, dem Begründer der neorealistischen Denkschule, neigen bipolare Systeme mit zwei besonders mächtigen Staaten am wenigsten zu Kriegen und erweisen sich langfristig als besonders stabil. Bipolare Machtverhältnisse seien besonders übersichtlich. Die Wahrscheinlichkeit von Fehleinschätzungen der Macht anderer Staaten, die eine eigene Reaktion (wie etwa Aufrüstung) erforderten, sei gering. Eine kriegshemmende Machtbalance sei relativ leicht herzustellen, wie der Kalte Krieg empirisch beweise. Die Situation in einem multipolaren System sei dagegen deutlich problematischer, da sich jeder Staat durch eine Vielzahl anderer Staaten bedroht fühlen müsse, deren Machtausstattung und Intention nur ungenau einzuschätzen sei. In einem unipolaren System stelle der Hegemon für alle anderen Staaten eine eindeutige Bedrohung dar, was zu Bemühungen zur Bildung von Gegenmacht-Bündnissen führe, womit die Wahrscheinlichkeit kriegerischer Auseinandersetzungen steige. Letzteres wurde 1999 von William C. Wohlforth, der ebenfalls der neorealistischen Schule zugerechnet wird, in einem Zeitschriftenaufsatz bezweifelt. Er hielt die Unipolarität der Vereinigten Staaten nach Ende des Kalten Krieges nicht für ein relativ kurzfristiges Momentum bis zum Entstehen weltpolitischer Konkurrenz. Die Gründe dafür sah er in den übergroßen Machtpotentialen der USA, die andere Staaten und auch Staaten-Koalitionen entmutigen würden, Gegenmachtbildung zu betreiben.
Die meisten Vertreter des Neorealismus, darunter auch John J. Mearsheimer, erwarten für die Zukunft eine neue Phase der Multipolarität mit wenigen, etwa gleich starken, globalen Akteuren. Für Mearsheimer würde China in einer solchen Welt der bedeutendste Herausforderer der USA. Die Rückkehr zur Multipolarität würde die Kriegsgefahr erhöhen.
Der US-amerikanische Politikwissenschaftler Ian Bremmer schlug 2023 in einem TED-Vortrag namens „The Next Global Superpower Isn’t Who You Think“ ein neues geopolitisches Modell einer derzeit entstehenden und für die nächsten 10 Jahre erwartbaren multipolaren Weltordnung vor. Darin geht er von drei parallelen und durch enge Wechselwirkungen verbundenen Weltordnungen aus:
- der politischen Weltordnung, die unipolar mit den USA als alleiniger Weltmacht sein werde,
- der ökonomischen Weltordnung, die multipolar werde, mit den USA und China als führenden Wirtschaftsmächten sowie der EU, Indien und Japan mit mittlerer Bedeutung; wobei die USA und China so eng verflochten seien, dass dies einen Krieg zwischen ihnen unmöglich mache, und die mittleren Mächte ihr möglichstes tun würden, um ein Gleichgewicht zwischen politischer und ökonomischer Weltordnung aufrechtzuerhalten,
- der digitalen Weltordnung, die die wichtigste werde – hier seien nicht Regierungen, sondern die Techindustrie aufgrund der Macht der von ihnen entwickelten sozialen Medien die Weltmächte. Als Begründung betonte er beispielsweise die Rolle der IT für die Ukraine im Russisch-Ukrainischen Krieg oder die Sperrung des ehemaligen US-Präsidenten Donald Trump auf der Plattform Twitter 2021.[7]

Der deutsche Politikwissenschaftler Herfried Münkler geht 2024 davon aus, dass die Phase der unipolaren Weltordnung beendet ist und eine von fünf Großmächten dominierte Weltordnung am Entstehen sei; dies seien die USA, die EU, Russland, China und Indien. Dabei werde keine dieser Mächte eine unipolare globale Vorherrschaft anstreben, da allen die hohen Kosten dieser Position bewusst sei. Unsicher sei in dieser Konstellation die Rolle der EU, die von ihrer internen Einigkeit abhänge – wenn diese misslinge, steige die EU aus der Großmacht-Rolle ab.